# Nikolaï Peïko
Nikolaï Ivanovitch Peïko (en russe : Николай Иванович Пейко), né le 13 décembre 1916 à Moscou – mort dans la même ville le 7 janvier 1995, est un compositeur et professeur de composition russe.
Peïko a étudié au conservatoire Tchaïkovski de Moscou sous la férule de Nikolaï Miaskovski, diplômé en 1940. Durant la Seconde Guerre mondiale il travaille dans un hôpital militaire et enseigne au conservatoire de Moscou de 1942 à 1949. De 1959 jusqu’à son départ à la retraite, Peïko enseigne à l’Académie russe de musique Gnessine où Sofia Goubaïdoulina sera son élève.

## Discographie
- Symphonies 4, 5 et 7, Melodiya (1978, 1981)
- Complete Piano Music, vol. 1, Toccata Classics (2014)
- Complete Piano Music, vol. 2, Toccata Classics (2015)